# Marcelle Henry
Pour les articles homonymes, voir Henry.
Marcelle Henry est une résistante française, née le 7 septembre 1895 à Angers, et morte le 24 avril 1945 à Paris. Elle est Compagnon de la Libération.
Fonctionnaire au ministère du Travail, elle gravit les échelons de la hiérarchie, et devient sous-directrice. Elle participe notamment à la prévention des accidents du travail et à l'instauration des comités d'hygiène et de sécurité.
Pendant la Seconde Guerre mondiale, tout en poursuivant son action ministérielle, elle entre dans la Résistance, stocke et distribue des tracts, encourage et couvre ses subordonnés résistants. Membre des services secrets, elle prend part à un circuit d'évasion, devient officier dans la Résistance.
Arrêtée par la Gestapo, condamnée à mort, elle n'est pas exécutée mais déportée à Ravensbrück puis Buchenwald. Elle meurt d'épuisement peu après la Libération.

## Biographie
Marie-Louise Marcelle Henry est née le 7 septembre 1895 à Angers, où son père est inspecteur départemental du Travail.

### Études, responsabilités professionnelles
Marcelle Henry effectue sa scolarité à Limoges, puis dans le 15e arrondissement de Paris ; deux ans après la mort de son père, elle entre au lycée Victor-Duruy dans le 7e. Après son baccalauréat, elle réussit une licence en histoire en 1915. Son niveau d'anglais lui permet d'enseigner en collège pendant la Première Guerre mondiale, d'abord à Châtillon-sur-Seine en Côte-d'Or, puis à Langres en Haute-Marne,.
Sur les traces de son père, mort en 1917, Marcelle Henry entre en septembre 1919 au ministère du Travail. Elle y est successivement auxiliaire temporaire puis secrétaire auxiliaire, et réussit brillamment en 1920 le concours de rédacteur, poste dont elle devient titulaire en 1922. Elle est une des premières femmes à atteindre ce poste. Sa mère étant morte en 1925, elle est chargée de famille et s'occupe de son frère aîné, Victor, malade incurable, inapte au travail. Elle est promue sous-chef de bureau en 1931, et dirige à partir de 1937 le bureau ministériel de l'hygiène et de la sécurité des travailleurs de la Direction du Travail. Elle consacre une grande partie de son temps à la prévention des accidents du travail et participe activement à l'élaboration de la loi sur les comités d'hygiène et de sécurité.

### Résistance

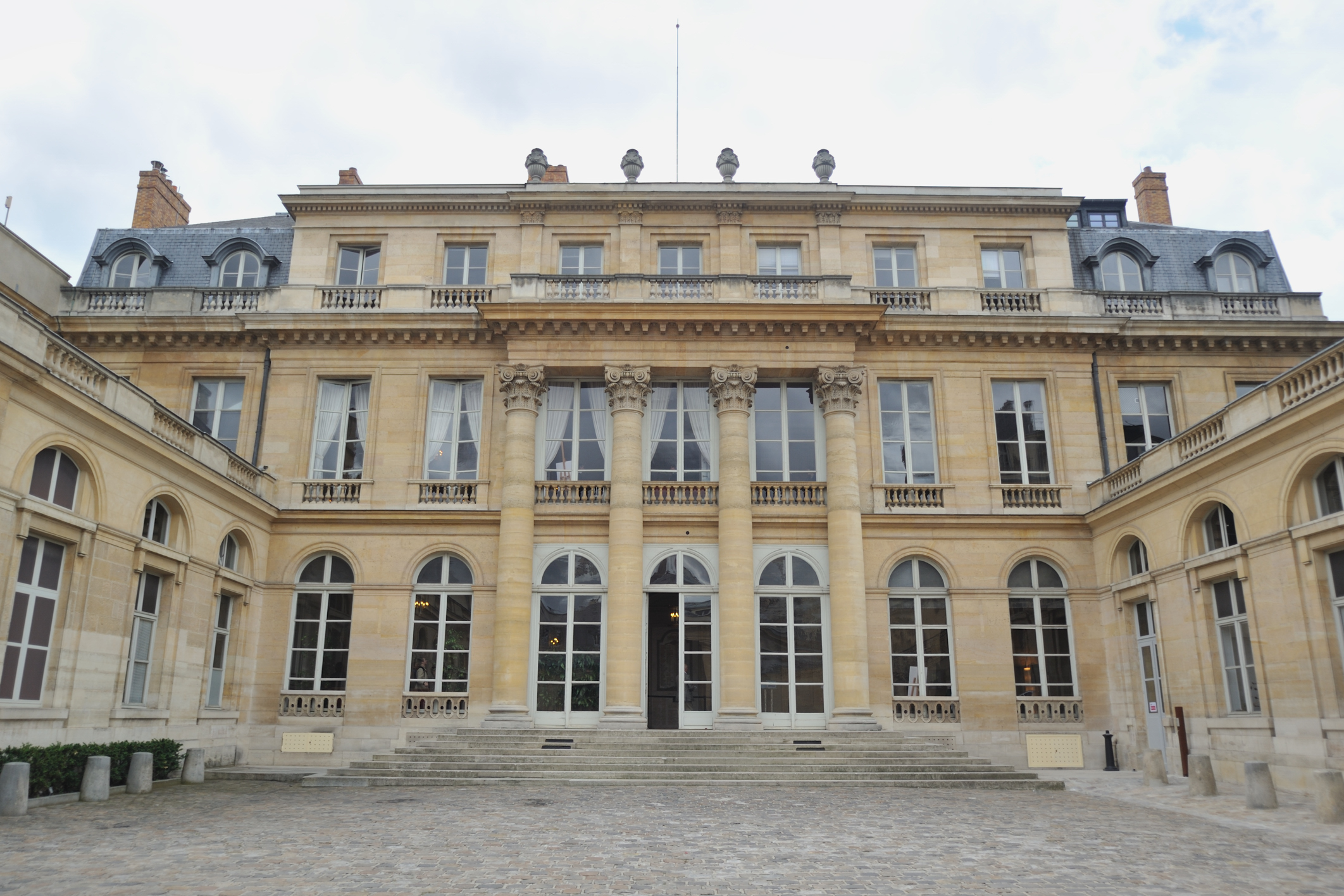
Le ministère du Travail, où elle est haut fonctionnaire tout en œuvrant pour la Résistance.

Au début de la Seconde Guerre mondiale, après l'armistice, catholique fervente, elle s'élève aussitôt contre la collaboration et développe dans le ministère un climat de résistance. Entrée en liaison avec la Résistance, elle emmagasine dans sa maison d'Athis-Mons des piles de tracts qu'elle distribue ensuite dans les usines.
Elle encourage ses collègues à passer à la lutte active, et utilise ses fonctions pour couvrir ses subordonnés dans leurs actes de résistance. Elle accueille aussi des réfugiés poursuivis. En plus de ses autres responsabilités professionnelles, elle dirige à partir de 1942 le service central et le secrétariat de la Direction du Travail. Administrativement très bien notée, elle reçoit des appréciations élogieuses de sa hiérarchie qui la considère comme un excellent élément, pour sa vaste culture, ses qualités d'organisatrice et son sens de l'initiative. Elle est proposée en 1943 au tableau d'avancement pour devenir sous-directeur ou directeur adjoint.
En pleine guerre, en mars 1942, elle publie un petit ouvrage sur le chômage, où elle évoque le travail des femmes.
Entrée dans les Forces françaises combattantes en septembre 1943, elle œuvre dans les services secrets et appartient au Bureau central de renseignements et d'action (BCRA), qui coordonne les services secrets de la France combattante. Comme agent de liaison, elle participe au circuit d'évasion « VIC » dirigé par Henri Levin, et qui prend en charge les officiers français et alliés. Ce réseau est organisé en liaison avec l'Intelligence Service. En qualité d'agent « P. 1 » à partir de novembre 1943, elle organise la cache et l'hébergement des évadés passant à Paris.

### Arrestation et déportation

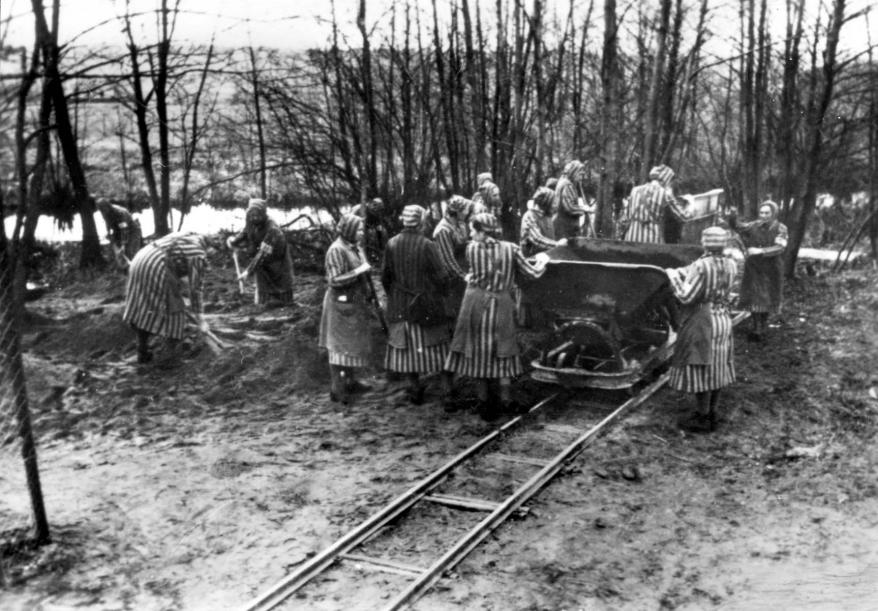
Arrêtée, torturée, elle est ensuite déportée à Ravensbrück en août 1944.

Le 4 juillet 1944, elle est arrêtée à son domicile parisien par la Gestapo, qui recherchait son chef le commandant Jacques Mitterrand, alias « Julien ». Résistant aux interrogatoires cruels, elle parvient à garder le silence, sauf pour décharger ses collaboratrices, arrêtées elles aussi.
Pendant son emprisonnement à Fresnes, Marcelle Henry est promue au grade de sous-lieutenant des Forces françaises combattantes, et atteint le niveau d'agent « P. 2 ». Elle est condamnée à mort à la même époque, mais dans le désordre d'août 1944 sa condamnation n'est pas exécutée. Devant l'approche des alliés, elle est déportée parmi 2 200 résistants et aviateurs alliés par le dernier convoi quittant Paris le 15 août par la gare de Pantin (convoi I.264, dit « convoi des 57000 »).
Parvenue à Ravensbrück le 21 août 1944, elle est ensuite envoyée à Torgau, kommando de Buchenwald, où elle subit des privations supplémentaires dues à son apparent refus de travailler pour l'industrie allemande. Elle parvient cependant à survivre, en dépit des sévices infligés dans les camps aux femmes de son âge. Son kommando est évacué sur Ravensbrück en janvier 1945.
Elle est libérée le 9 avril suivant par la Croix-Rouge, qui organise son rapatriement le 14 avril à Paris. Elle y meurt à l'hôpital dix jours après, le 24 avril 1945, du fait de son état de complète déficience physique,. Elle est enterrée au cimetière parisien de Bagneux.

## Distinctions et honneurs

### Décorations nationales
- Chevalier de la Légion d'honneur
- Compagnon de la Libération à titre posthume (décret du 27 avril 1945)Liste des Compagnons de la Libération

Liste des Compagnons de la Libération

- Croix de guerre 1939-1945, palme de bronze
- Ordre du Mérite social à titre posthume

### Hommages et postérité
- À titre posthume, Marcelle Henry est compagnon de la Libération par décret du 27 avril 1945, et sous-directeur honoraire au ministère du Travail et de la Sécurité sociale, par arrêté du 10 janvier 1946[1]

- La passerelle Marcelle-Henry commémore son nom à Paris, dans le 17e arrondissement, depuis mai 2017[10]

- Le 12 octobre 2022, une plaque commémorative est inaugurée à la cité scolaire Léonard-Limosin à Limoges, où elle avait été élève[11]

## Œuvres
- Les Problèmes du chômage, Presses universitaires de France, 1942.
- Elle a écrit aussi un journal intime[8].